# Panic Stations
Panic Stations è il sesto album in studio del gruppo rock statunitense Motion City Soundtrack, pubblicato nel 2015.

## Tracce
1. Anything at All – 2:40
2. TKO – 3:38
3. I Can Feel You – 4:47
4. Lose Control – 2:31
5. Heavy Boots – 3:01
6. It's a Pleasure to Meet You – 3:43
7. Over It Now – 2:46
8. Broken Arrow – 3:11
9. Gravity – 2:59
10. The Samurai Code – 3:54
11. Days Will Run Away – 5:23

## Formazione
- Justin Pierre – voce, chitarra
- Joshua Cain – chitarra, voce
- Jesse Johnson – Moog, tastiere
- Matt Taylor – basso, tastiere
- Claudio Rivera – batteria, percussioni